# Lilie Persson
Lilie Persson, född 23 april 1966 i Arnäs församling, är en svensk före detta fotbollsspelare som  2005–2024 var assisterande förbundskapten för Sveriges damlandslag i fotboll. Hon blev som spelare bland annat svensk mästare 1985 med Hammarby IF. Hon är från och med januari 2024 assisterande förbundskapten för Schweiz damlandslag. 
Persson började spela fotboll i FoC Farsta 1977, Jitex BK år 1979. Efter två säsonger i Jitex gick hon till Hammarby, där hon stannade i 16 säsonger. Persson spelade så länge för klubben att hon kallades för "Fru Hammarby". Efter spelarkarriären blev Persson tränare för Hammarby damers utvecklingslag och avancerade därifrån i rollen som tränare. I början på 2000-talet var Persson tränare för AIK:s damlag och senare assisterande tränare för Djurgården/Älvsjö. Från 2005 är Persson assisterande tränare för Sveriges damlandslag i fotboll.